# Ernő Solymosi
Ernő Solymosi (21. června 1940 Diósgyőr-Vasgyár – 19. února 2011) byl maďarský fotbalista, který hrával především na pozici obránce. S maďarskou reprezentací získal bronzovou medaili na olympiádě v Římě v roce 1960 a další bronz si přivezl z mistrovství Evropy v roce 1964. Krom toho se zúčastnil světového šampionátu v roce 1962. Na MS odehrál čtyři zápasy, na ME jeden. Za národní tým nastupoval v letech 1960–1968 a odehrál za něj 38 utkání, v nichž vstřelil 7 branek. Na klubové úrovni působil v Diósgyőri VTK (1958–1961), Újpesti Dózsa (1961–1971) a Pécsi Mecsek FC (1971–1972). Má na svém kontě tři tituly mistra Maďarska (1969, 1970, 1970/71) a dva maďarské poháry (1969, 1970); všechny triumfy zaznamenal s Újpestí. Odehrál 2 zápasy v Poháru mistrů, 12 v Poháru vítězů pohárů a 22 ve Veletržním poháru.